# Folgarida
Folgarida (IPA: /folˈɡarida/) è una frazione turistica del comune di Dimaro Folgarida, nella provincia autonoma di Trento. Il toponimo deriva dal latino filicaretum: "luogo delle felci".

## Geografia fisica
È situata a un'altitudine di 1270 m s.l.m. in Val di Sole nel gruppo della Presanella, in val Meledrio.

## Storia
Nata nel 1965 come località sciistica, nel dicembre dello stesso anno vi entrarono in funzione, oltre alla manovia del campo scuola, tre impianti di risalita: la telecabina «Folgarida», costituita da una cestovia a tre posti con portata oraria di 498 persone, più due sciovie, l'«Ottava Monti» che rimase in funzione per poche settimane e lo «Spolverino» che però iniziò a funzionare di fatto nel febbraio del 1966.
Con l'aumento graduale della ricettività e la collaborazione con Marilleva, altra località turistica sorta pochi anni dopo, Folgarida si sviluppò anno dopo anno e, grazie anche al collegamento sciistico con Madonna di Campiglio, diviene una solida realtà nel panorama turistico invernale italiano.

## Monumenti e luoghi d'interesse
- Chiesa di Santa Maria Vergine della Selva, edificata nel 1965.